# Chibok
Chibok ist eine Local Government Area im nigerianischen Bundesstaat Borno, die im Süden des Staates liegt. Ihr Hauptsitz befindet sich in der Stadt Chibok. Sie hat eine Fläche von 1.350 km² und eine Bevölkerung von 66.105 Einwohnern (Volkszählung 2006), die dem Stamm der Kibaku angehören. Der Großteil des Dorfes spricht die Sprache der Kibaku.
Es ist eine der sechzehn LGAs, die das Borno-Emirat bilden, einen traditionellen Staat im Bundesstaat Borno im Nordwesten Nigerias.

## Geschichte
Im April 2014 wurden fast 300 Mädchen, die meisten von ihnen Christen, von Boko Haram aus Chibok entführt.
Im Mai 2014 griff Boko Haram erneut Chibok an.
Im November 2014 wurde berichtet, dass Boko Haram die Kontrolle über die Stadt übernommen und die Scharia eingeführt habe. Einige Tage später gab das Militär bekannt, dass es die Stadt zurückerobert habe.
Im Januar 2015 äußerte die Gruppe BringBackOurGirls ihre Besorgnis über die Pläne der Independent National Electoral Commission (INEC), Chibok und einige Gemeinden, die sich derzeit unter der Kontrolle der Dschihadistengruppe Boko Haram befinden, von der Ausgabe von permanenten Wählerkarten (PVCs) für die Parlamentswahlen 2015 auszuschließen.